# Cedar Key
Cedar Key ist eine Stadt im Levy County im US-Bundesstaat Florida. Das U.S. Census Bureau hat bei der Volkszählung 2020 eine Einwohnerzahl von 687 ermittelt. 

## Geographie
Cedar Key befindet sich direkt im Golf von Mexiko und ist der Küste mehrere Kilometer auf einer Inselgruppe, den Cedar Keys, vorgelagert. Die Stadt liegt rund 50 km südwestlich von Bronson sowie etwa 180 km südwestlich von Jacksonville.

## Geschichte
Das Eisenbahnzeitalter auf Cedar Key begann 1861, kurz vor Ausbruch des Sezessionskrieges. In diesem Jahr wurde die Bahnstrecke der Florida Railroad aus Richtung Fernandina über Gainesville hierher fertiggestellt. Während des Krieges hatte die Bahnlinie strategische Bedeutung und wurde im Laufe der Auseinandersetzungen schwer beschädigt. Aufgrund der Kriegsschäden musste die Florida Railroad mehrmals verkauft und umstrukturiert werden. Durch den Bau der South Florida Railroad bis 1884 lief der Hafen von Tampa Cedar Key den Rang als wichtiger Umschlaghafen für den Überseehandel den Rang ab, wodurch die wirtschaftliche Bedeutung des Ortes abnahm. 1932 wurde die Strecke zwischen Archer und Cedar Key stillgelegt und später die Trasse auf Cedar Key zum Cedar Key Railroad Trestle Nature Trail umgebaut.
Im September 2024 wurde Cedar Key während der Atlantischen Hurrikansaison 2024 von Hurrikan Helene schwer verwüstet.

## Demographische Daten
Laut der Volkszählung 2010 verteilten sich die damaligen 702 Einwohner auf 618 Haushalte. Die Bevölkerungsdichte lag bei 280,8 Einw./km². 97,2 % der Bevölkerung bezeichneten sich als Weiße, 1,3 % als Afroamerikaner und 0,3 % als Indianer. 0,4 % gaben die Angehörigkeit zu einer anderen Ethnie und 0,9 % zu mehreren Ethnien an. 1,4 % der Bevölkerung bestand aus Hispanics oder Latinos.
Im Jahr 2010 lebten in 14,0 % aller Haushalte Kinder unter 18 Jahren sowie 45,8 % aller Haushalte Personen mit mindestens 65 Jahren. 58,4 % der Haushalte waren Familienhaushalte (bestehend aus verheirateten Paaren mit oder ohne Nachkommen bzw. einem Elternteil mit Nachkomme). Die durchschnittliche Größe eines Haushalts lag bei 1,91 Personen und die durchschnittliche Familiengröße bei 2,44 Personen.
12,8 % der Bevölkerung waren jünger als 20 Jahre, 11,4 % waren 20 bis 39 Jahre alt, 30,0 % waren 40 bis 59 Jahre alt und 45,7 % waren mindestens 60 Jahre alt. Das mittlere Alter betrug 59 Jahre. 49,0 % der Bevölkerung waren männlich und 51,0 % weiblich.
Das durchschnittliche Jahreseinkommen lag bei 35.167 $, dabei lebten 27,7 % der Bevölkerung unter der Armutsgrenze.
Im Jahr 2000 war Englisch die Muttersprache von 100 % der Bevölkerung.

## Sehenswürdigkeiten
Der Cedar Keys Historic and Archaeological District und das Island Hotel sind im National Register of Historic Places gelistet.

## Verkehr
Cedar Key ist der Endpunkt der Florida State Road 24 aus Waldo. Die Stadt hat mit dem George T. Lewis Airport einen eigenen Flugplatz. Der nächste internationale Flughafen ist der Gainesville Regional Airport (etwa 100 km nordöstlich).

## Kriminalität
Die Kriminalitätsrate lag im Jahr 2010 mit 97 Punkten (US-Durchschnitt: 266 Punkte) im sehr niedrigen Bereich. Es gab fünf Einbrüche, 15 Diebstähle und einen Autodiebstahl.